# Чумацкая икона на рыбе

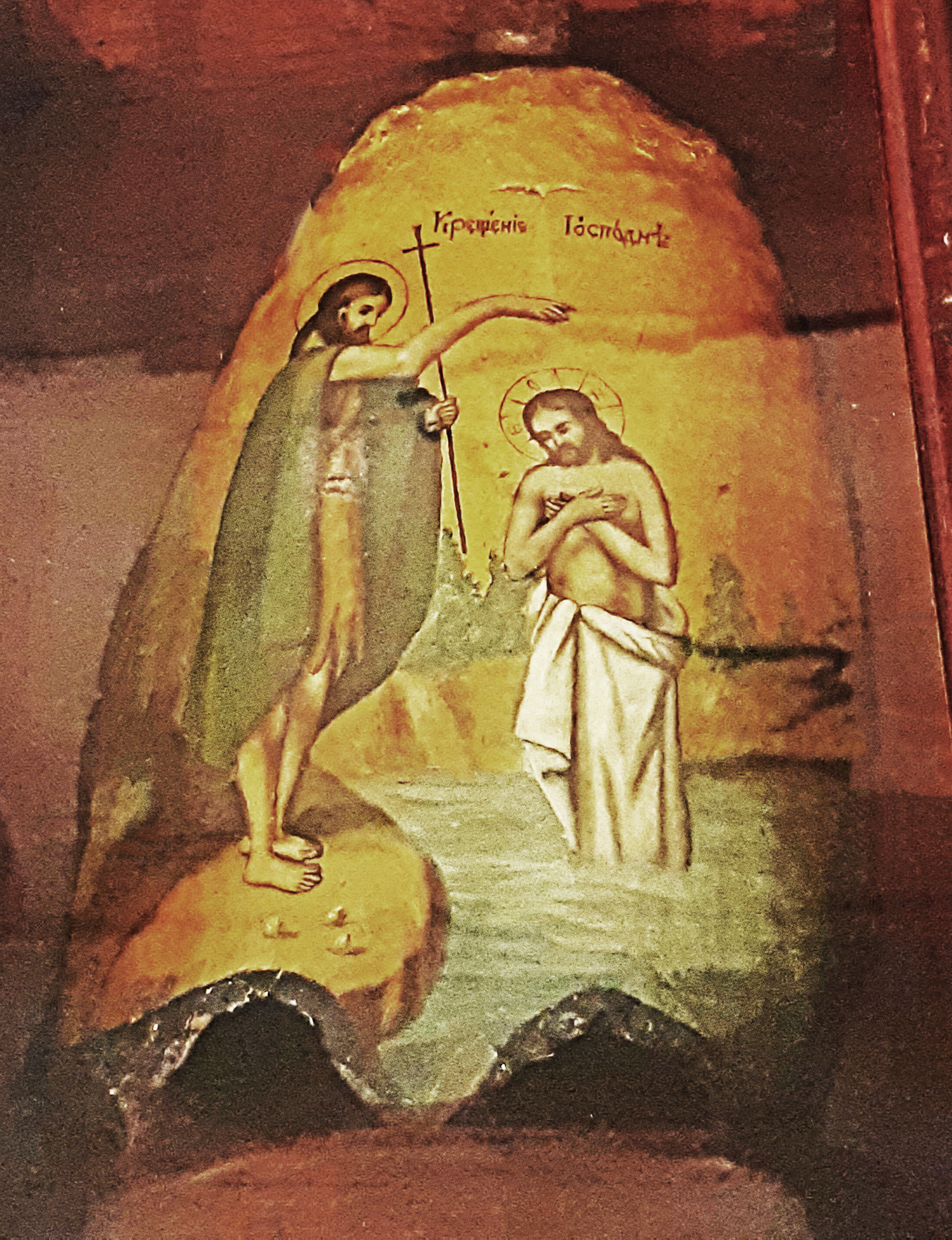
«Крещение Господне», икона на голове сома, XIX век, рисунок подсолнечным маслом, Национальный заповедник «Киево-Печерская лавра»

Чумацкая икона на рыбе (икона на камбале) — икона, написанная на высушенной рыбе или её части, произведение традиционного украинского изобразительного искусства. Известные образцы изготовлены чумаками из Надднепрянщины. По состоянию на 2023 год сохранилось всего три иконы, из которых только одна осталась на Украине.

## История
В исторических источниках практически отсутствует информация о чумацких иконах. Только в мемуарах упоминается об иконе на рыбе, принадлежавшей деду художника Сергея Васильковского. За пределами Украины такой вид иконописи того времени не зафиксирован. По утверждению краеведа Андрея Лопушинского, изготовление чумацких икон, вероятно, свойственно Киевщине. Однако более корректно говорить о Надднепрянщине, поскольку две иконы происходят из Левобережной Черкасчины.
Известные произведения датируются XVIII — серединой XIX века. Неизвестно, кто был основоположником этого вида искусства — чумаки, рыбаки или монахи. Но со временем его распространили именно чумаки. В 1855 году в Киевской губернии насчитывалось 17 500 чумаков. Отправляясь в Крым, они брали с собой обереги — иконы, расписанные на рыбе, которые цепляли на свои возы.
После успешного возвращения домой чумаки иногда жертвовали эти иконы церквям. Большинство сохранившихся подобных даров было обнаружено именно в православных храмах.
Чумацкие иконы писали преимущественно на камбале, однако известна одна, созданная на голове сома.

## Музеефикация икон

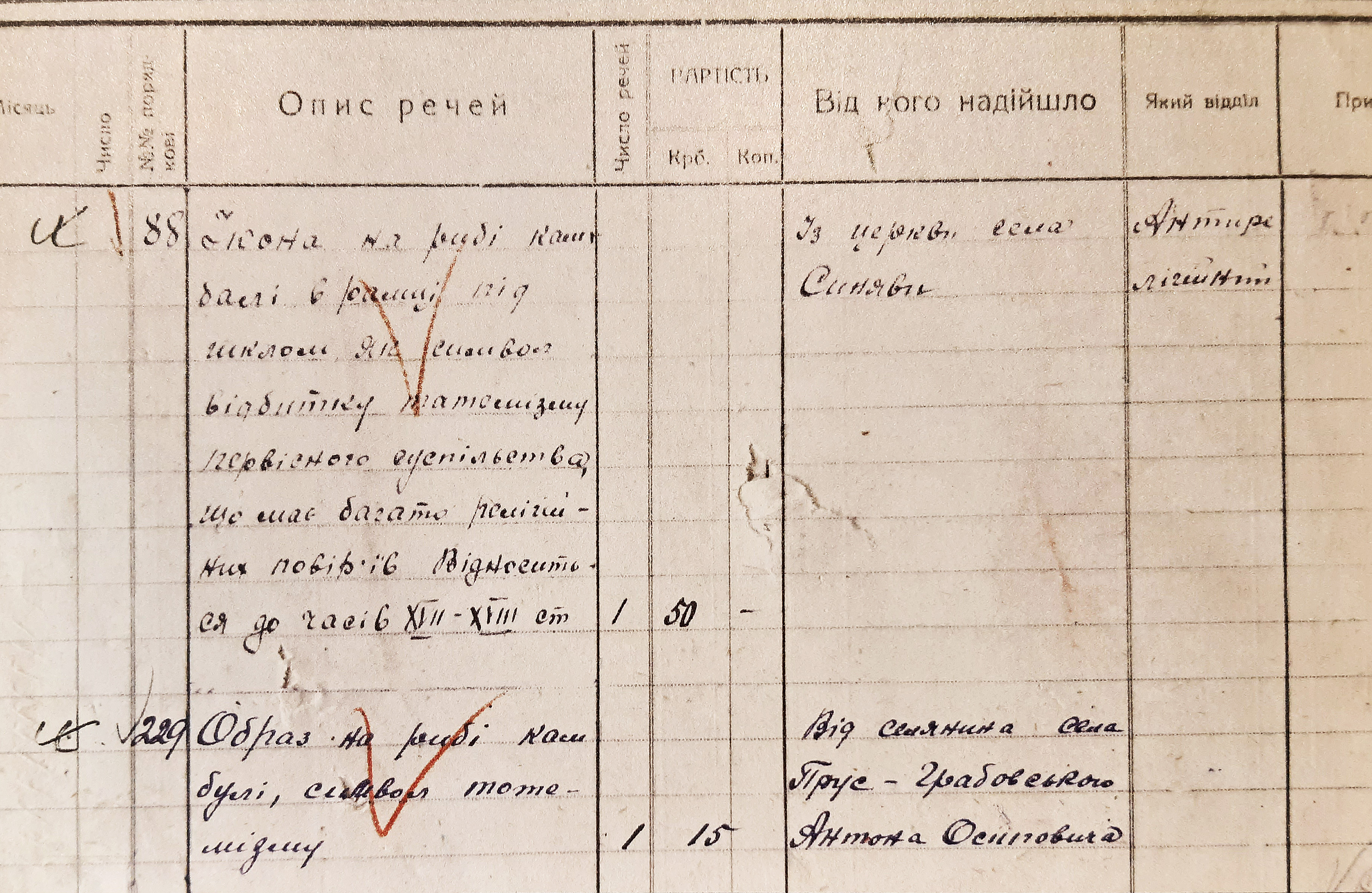
Запись о поступлении двух икон на камбале в Белоцерковский музей, 1925 г.

Чумацких икон на рыбе, из-за материала, из которого они сделаны, остались считанные единицы — всего три экземпляра из семи известных. В первой половине XX века музейные работники поставили на учёт 6 чумацких икон, 4 из которых были изъяты в храмах. Икона «Крещение Господне» на голове сома оказалась в Государственном музее украинского искусства. В 1901 году этнограф В. И. Щербина зафиксировал иконы на камбале в Николаевской церкви села Синява Белоцерковского района. Тогда же одну из них местный настоятель передал музею имени Нестора Летописца в Киеве, а другую, уже на границе 1920—1930-х годов, — Белоцерковскому окружному музею (ныне — Белоцерковский краеведческий музей). В этот же музей в 1925 году поступила икона от Антона Осиповича Грабовского, вероятно, чумака или потомка чумака, жителя села Прусы (ныне — Бушево Белоцерковского района). И, наконец, в начале XX века две иконы на камбале с изображением Богородицы и Иисуса Христа в селе Демки Золотоношского района Черкасской области обнаружил украинский этнограф Иван Зарецкий (1857—1936). В 1906 году эти произведения XVIII — середины XIX веков были вывезены в Россию и сейчас хранятся в Российском этнографическом музее в Санкт-Петербурге.
Копия иконы на рыбе выставлена в музее в Феодосии.

## Икона «Крещение Господне»
Икона «Крещение Господне» — единственная чумацкая икона, оставшаяся на Украине. Она же единственная, созданная не на камбале, как остальные, а на голове сома. Икона попала в Государственный музей украинского искусства (ныне Национальный художественный музей Украины), который в 1948 году передал её Национальному заповеднику «Киево-Печерская лавра». Провенанс произведения не известен. Информация, кто и откуда принес эту икону, была утеряна.

## Возрождение иконописания на рыбе

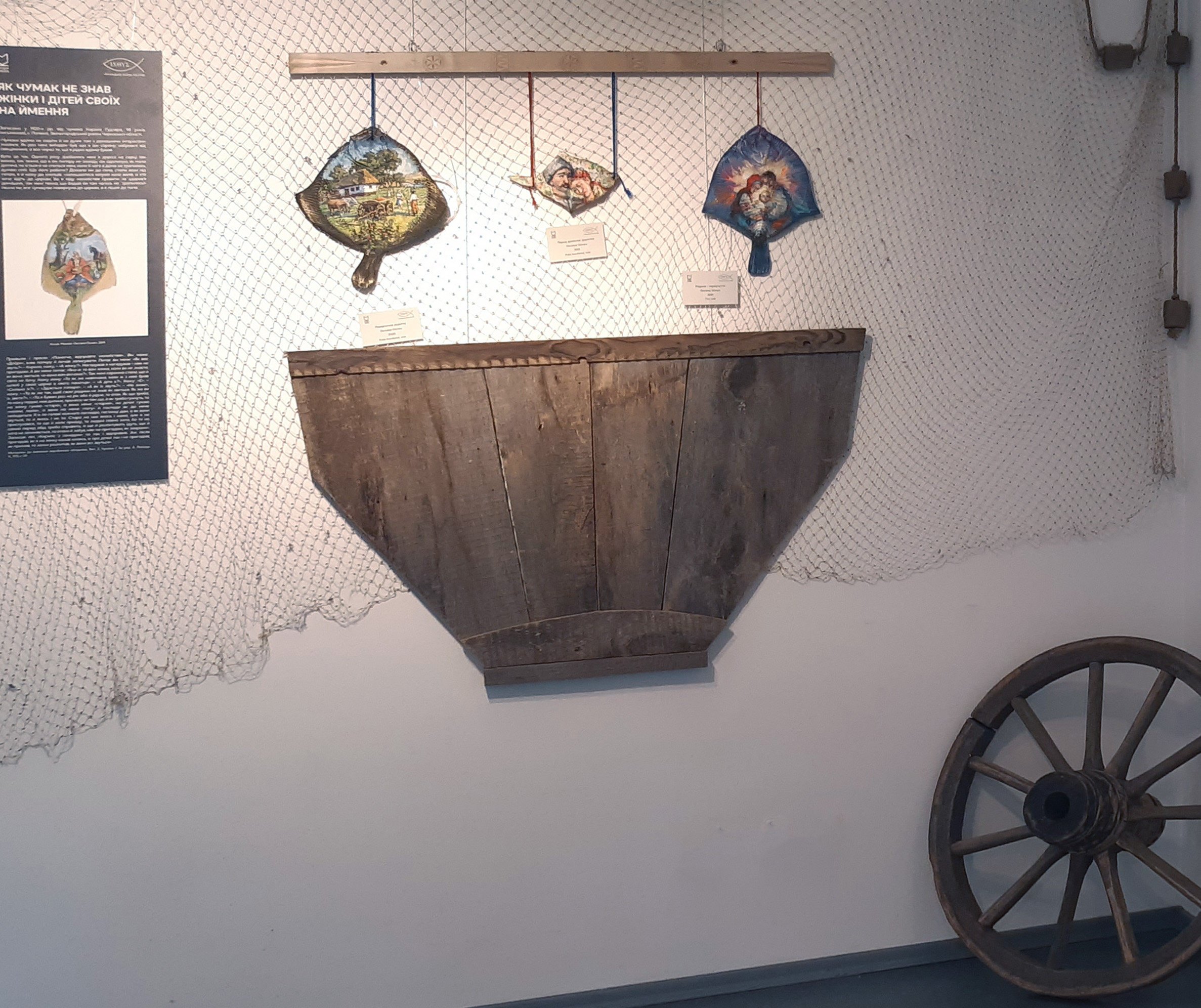
Фрагмент экспозиции выставки «ІХТІС. Чумацька ікона на рибі», Музей истории Киева, 2023 г.

Исследованием чумацких икон занимается заведующий сектором «Кам’янська Січ» Национального заповедника «Хортица» Андрей Лопушинский. Он вдохновил херсонскую художницу Оксану Оснач воспроизвести чумацкие иконы. В течение 2019—2023 годов она создала серию работ, выполненных на сушеной камбале, голове щуки и на гипсовой основе. В 2021 году выставка воспроизведенных на высушенной рыбе икон открылась в Херсонском областном краеведческом музее. В апреле—июле 2023 года в Музее истории Киева прошла выставка «ІХТІС. Чумацька ікона на рибі», где были выставлены оригинальная икона «Крещение Господне» и воспроизведенные произведения.